# Hiroaki Zakoji
Hiroaki Zakoji (japonès: 座光寺公明 Zakoji Hiroaki) era un compositor i pianista japonès. Va néixer a Tòquio el 20 de gener de 1958 i va créixer a Hokkaido; va morir el 29 de gener del 1987 a Tòquio.

## Biografia
Va estudiar composició sota la tutela del mestre Masanobu Kimura mentre assistia a l'escola mitjana superior a Hokkaido. Posteriorment va estudiar a l'Institut d'Art de la Universitat Nihon de Tokio, aprenent composició amb el professor Kiyohiko Kijima i piano amb Midori Matsuya. També va estudiar composició amb el professor Roh Ogura a Kamakura.
El 1982 va organitzar l'ensemble Tokio Shin-Wagaku Consort que interpretava regularment obres pròpies i d'altres joves Compositors del segle xx. El 1985 es va presentar al concert de la Internationale Gesellschaft für Neue Musik (IGNM) a Basilea (Suïssa). L'abril de 1986 hi va tornar i hi va compondre i interpretar Peça nº 3 per a piano op. 36. També va viatjar per Espanya i Dinamarca i va escriure per a una revista musical. La composició II (op. 11) i la composició III (op. 13) van ser difoses per una emissora de ràdio espanyola. El juny de 1986 va ser un dels finalistes en la Competició Internacional de Música Budista a Tòquio i el seu opus 18 Continuum va ser estrenada per l'Orquestra simfònica de Tòquio sota la direcció del mestre Hiroyuki Iwaki.
Va morir uns dies després haver fet 29 anys a causa d'una aturada cardíaca, el 29 de gener de 1987 a Tòquio.

## Obituari
Com que va néixer a Hokkaido, a la part nord del Japó, on el clima era fred i dur, semblava que havia adquirit un caràcter fort i pacient. Estimava la natura i la neu. Li encantava d'esquiar. Era un treballador incansable i una persona molt especial, així com el seu talent, era molt càlid i manyagós.
La contradicció era part del seu caràcter. Era dur, però al mateix temps, sensible i delicat. Era introvertit i extravertit a la vegada. D'una banda posseïa una naturalesa molt contemplativa, com es reflecteix en moltes de les seves obres. Estava interessat en el Budisme i en el tema de la mort, la qual cosa no era normal en un jove de la seva edat. Per altra banda era quasi un esportista i li agradava molt d'esquiar. Tenia el primer grau de l'Associació d'Esquí del Japó i a l'hivern treballava com a monitor d'esquí en l'estació de muntanya d'Utsukushi-Gahara a Nagano. Era un individu alegre, li agradava fer broma. El seu sentit de l'humor i el seu caràcter únic li van fer tenir molts amics.
Era molt avançat en la seva forma de pensar i molt madur. Era en la vintena però parlava amb compositors de molta més edat que ell com si fossin iguals. Era molt madur, però alhora era pur i innocent com un nen. Era internacional, li encantava de viatjar i tocar a l'estranger, però a l'encop era patriota i nacionalista, estimava el seu país i la seva gent. El seu interès per la història antiga i la mitologia japoneses, Kojiki i Nihon Shoki, el va portar a escriure l'obra Ama-no-Uzume (op.4). També l'interessava la música tradicional japonesa, Gagaku, i va escriure tractats : Els instruments tradicionals japonesos" i "Investigació de la música tradicional japonesa i la seva conversió en la meva obra".
El seu color preferit era el negre. La seva ciutat preferida Kamakura. El seu novelista preferit era Ryunosuke Akutagawa. De fet, va deixar un quadern en el qual estava component el seu nou treball, l'òpera El Fil de l'Aranya, quan va morir. Era molt pulcre i organitzat. Després de la seva mort es van trobar totes les seves partitures molt endreçades, com si hagués pogut predir la seva mort sobtada.
Sentia amor i compassió pels altres, amb el seu sentit de l'humor i el seu caràcter únic que el va fer fer-se tants amics. Quasi tres cents persones van anar a presentar els seus respectes el dia del seu enterrament. Era un gran prodigi. La seva mort sobtada va ser una tragedia inconmensurable de la qual es va lamentar molta gent i que feu molt plorar, en efecte aquest jove i únic talent va desaparèixer quan arribava al zenit.

## Obres
Va deixar escrites 38 obres en la seva curta vida de 29 anys (1958-1987). Totes les seves obres i algunes de les seves gravacions són preservades al Centre de Documentació de Musica Moderna del Japó a Tokio.
James Stevens va escriure: «… La seva obra era única perquè malgrat el seu estil essencialment contemporani, no estava adherit a cap particular tendència o moda, i d'aquesta manera estava al marge del corrent dels compositors contemporanis. El seu material era producte d'una oïda exquisida i estava tractat amb una integritat mozartiana. També incorporava conceptes tradicionals japonesos: per tant era capaç de compondre amb la mateixa facilitat per a grup de cambra, sintetitzador, orquestra simfònica o instruments tradicionals…»
El Chamber Cello Concerto (op. 29) va ser interpretat juntament amb una obra de Tōru Takemitsu, una altra d'Isang Yuni, una de David Padrós al concert Orient-Occident al Teatre lliure (Barcelona) els mesos d'abril i maig de 1992.
El mes de gener de 2008, el compositor català Llibert López Pascual va enregistrar algunes de primeres obres d''Hiroaki: Scherzo, Andante 1, Adagio i Movement.

### Peces per a orquestra
- Sinfonietta per a corda op. 3 (1979)
- "Transformació" (per a orquestra) op. 7 (1980)
- Meta polifonía" (per a orquestra) op. 10 (1981)
- "Detingut en el temps" (per a orquestra) op. 32 (1982)
- "Continuum" per a orquestra-(títol original: "Continuum temps-espai") (Estrena: Concurs Internacional per a la Música Budista a Tòquio 1986)

### Concerts
- Concert per a piano, op. 21 (1983)
- Concert de cambra per a violoncel (per a violoncel i orquestra) op. 29 (1985)
- Concert per a violoncel, op. 29 b (1985)

### Música de cambra
- Sonata per a flauta i piano, op. 2 (1979)
- "Ama-no-Uzume" (per a soprano, piano, percussió i 7 instruments de vent), op. 4 (1980)
- Simfonia de cambra, op. 5 (1980)
- Composició I "Silenci Interior" (per a flauta, violí i piano),op. 8 (1981)
- Quartet de corda (inacabat), op. 9 (1981)
- Preludi i fuga per a quartet de corda, op. 12 b (1981)
- Composició III "Ke" (per a shakuhachi i koto) op. 13 (1981)
- "Temps en temps" per a dues marimbes, op. 17 (1982)
- Preludi per a corda, op. 20 (1982)
- Trio amb piano (per a piano, flauta i violí) op. 23 (1983)
- Quintet (per a flauta, clarinet, violí, violoncel i piano) op. 24 (1983)
- Composició V (per a flauta i arpa), op. 26 (1983)
- Monodia (per a flauta i piano), op. 31 (1985)
- Suite per a instruments tradicionals (per a traverso, va. Da gamba i clave), op. 34 (1986)
- Composició VI (per a shakuhachi, koto i piano), op. 37 (1986)
- Morfologia (per a 2 pianos), op. 38 (1986)

### Peces a solo
- Composició II "Myou" (per a flauta), op. 11 (1981)
- Composició IV "Dansa sagrada" (per a percussió), op. 14 (1982)
- Variacions per a violoncel, op. 16 (1982)
- Mono-morfologia I "Fujyu" (per a flauta i shakuhachi), op. 22 (1983)
- Mono-morfologia II (per a guitarra), op. 27 (1983)
- Peça per a piano I, op. 28 (1985)
- Peça per a piano II, op. 30 (1985)
- "Aya" (per a koto) op. 35 (1986)
- Mono-morfologia III (per a oboè), op. 33 (1986)
- Peça per a piano III, op. 36 (1986)

### Peces per a cant
- Tres cançons, basades en poemes de Chuya Nakahara (per a soprano i piano), op. 1 (1978)
- "Mort i somriure" (per a baríton i piano), op. 6 (1980)
- Dues cançons, cantades pel príncep Karu (tenor i piano), op. 15 (1982)
- "Des de l'abisme de la mort" (per a veu i piano), op. 19 (1982)

### Peces corals
- "Funeral" (per a cor i orquestra), op. 25 (1983)
- "Invenció" (1985)